# Tobia De Angelis
Tobia De Angelis (Bologna, 19 aprile 2000) è un attore italiano, fratello minore di Matilda De Angelis.

## Filmografia

### Cinema
- Made in Italy, regia di Ligabue (2018)
- Gli anni amari, regia di Andrea Adriatico (2019)
- Il mostro della cripta, regia di Daniele Misischia (2021)
- Il giudizio, regia di Gianluca Mattei e Mario Sanzullo (2021)
- Love & Gelato regia di Brandon Camp (2022)

### Televisione
- Tutto può succedere, regia di Lucio Pellegrini - serie TV (2015-2018)
- Ognuno è perfetto, regia di Giacomo Campiotti - serie TV (2019)
- Vite in fuga, regia di Luca Ribuoli - serie TV (2020)
- La legge di Lidia Poët, regia di Matteo Rovere - serie TV, episodio 1x01 (2023)
- Un'estate fa, regia di Davide Marengo e Marta Savina – miniserie TV (2023)